# Bad Vigaun
Bad Vigaun eller Vigaun är en  ort och kommun i Österrike. Den ligger i distriktet Hallein i förbundslandet Salzburg, 250 kilometer väster om huvudstaden Wien. 
Kommunen består av fyra orter (Ortschaften) (inom parentes invånarantal 1 januari 2024):
- Rengerberg (307)
- Riedl (86)
- Sankt Margarethen (313)
- Vigaun (1 425)